# Kameel (spoorwegmaterieel)
De Kameel is de bijnaam van het Nederlandse dieselelektrisch motorrijtuig NS 20, dat in 1954 door de Rotterdamse fabriek van rollend materieel Allan is gebouwd als directierijtuig voor de Nederlandse Spoorwegen. Naast De Kameel werd het ook wel de VIP-car genoemd.

## Geschiedenis

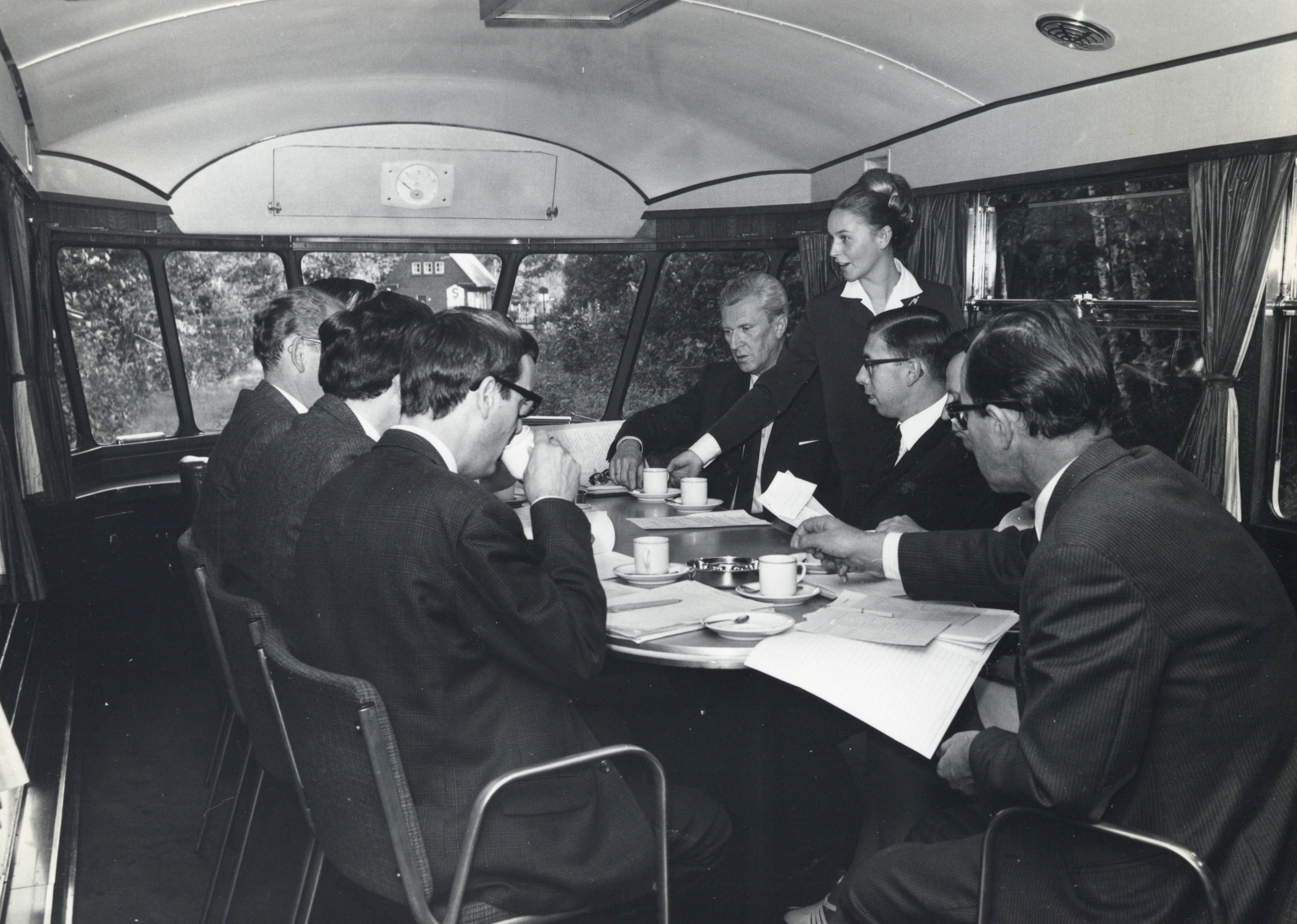
N.S. directie in salon

Van 1952 tot 1960 zette de NS het dieselmechanische stroomlijnmotorrijtuig 11 (de voormalige omBC 102, ex 2907) in als inspectierijtuig. Daarnaast werd er een speciaal inspectierijtuig voor de NS-directie gebouwd. Dit rijtuig, de NS 20, is technisch afgeleid van de Blauwe Engelen (DE1). Het is in 1954 door Allan afgeleverd. De vormgeving wijkt af van ander materieel. De bestuurderscabines zijn ondergebracht in twee uitstulpingen in het dak, waardoor inzittenden zowel voorin als achter in een panoramisch overzicht op de baan hebben, terwijl de machinist over hen heen kijkt. Door de bulten op het dak werd het rijtuig al spoedig Kameel genoemd. Bij aflevering was het rijtuig Pruisisch blauw geschilderd. Langs de ramen was een lichtblauwe band aangebracht en het dak was, inclusief de cabines, wit geschilderd. Boven en onder de kopruiten bevonden zich rode biezen. Onder de kopruiten was, net als bij de DE1-en DE2-treinstellen, als beeldmerk een zogenaamde Allan-vleugel aangebracht. Het rijtuig beschikt niet over koppelingen, waardoor het niet met ander materieel te combineren is. Alleen met een koppelboom, die aan een oog voor op de kop bevestigd kan worden, kan het rijtuig aan een andere trein gekoppeld worden om te worden gesleept.
Het rijtuig werd na aflevering ingezet voor inspectieritten en bezoeken van de directie in het land.

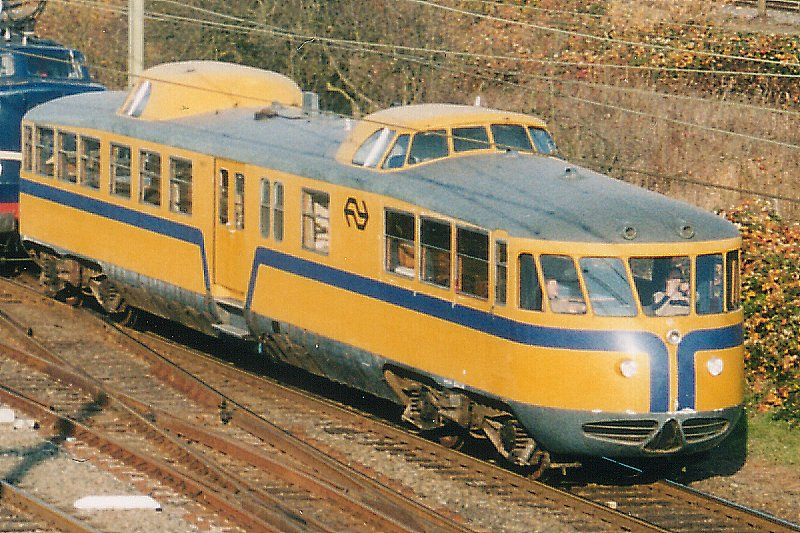
De Kameel 20 als VIP-car.

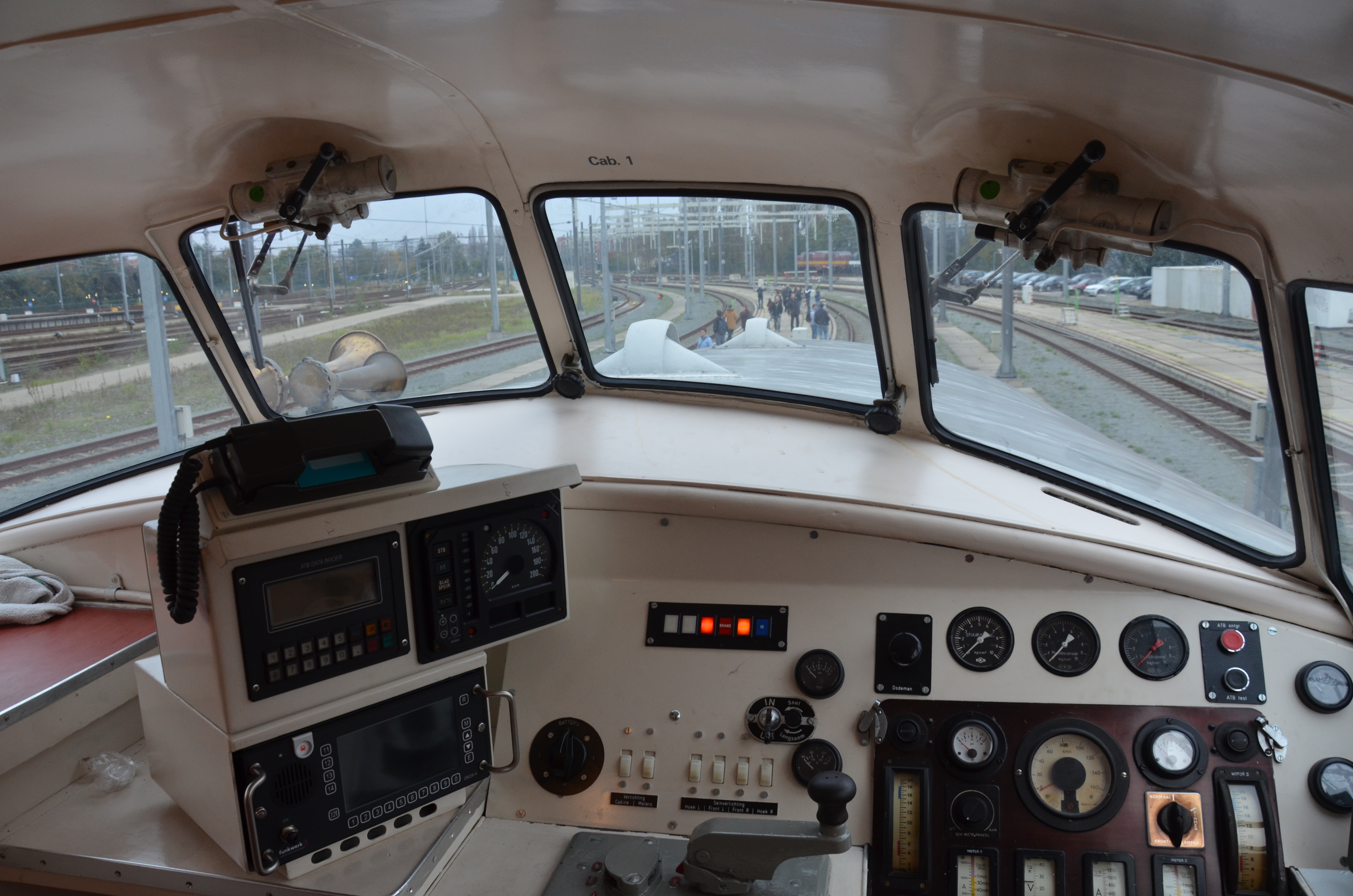
Interieur van de cabine in de 'bult'.

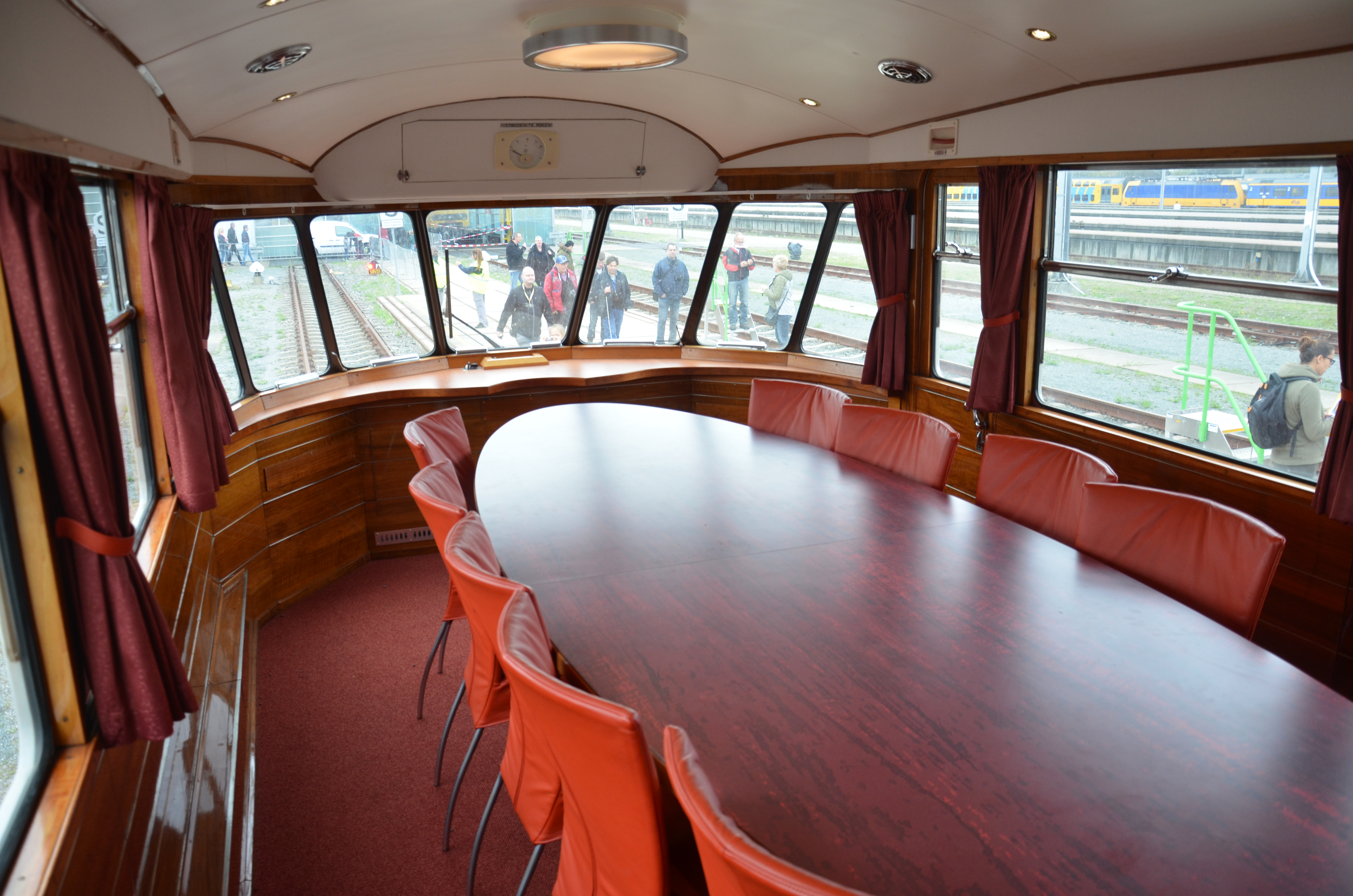
Interieur van de 'salon'.

In 1973 werden enige wijzigingen in het interieur aangebracht en werd het rijtuig in de nieuwe NS-huisstijlkleuren geel-grijs geschilderd. Onder de ramen verscheen een blauwe band, die onder de kopruiten naar beneden liep. De Allan-vleugels maakten plaats voor een derde frontsein. Het rijtuig was nu niet meer exclusief voorbehouden aan de NS-directie, maar werd ook als VIP-car verhuurd aan gezelschappen. De Kameel maakte sindsdien veel ritten in binnen- en buitenland. 
Het programma Toppop had voor haar 250ste uitzending in 1976 met de Kameel als Toppop-trein door het land, waar ook artiesten in optraden. Met de NS was afgesproken de trein niet te verven, maar door middel van papier de trein te versieren met toppop-art. Bij het reizen met de trein vloog het papier keer op keer van de trein af, waarop de decorontwerpers ten slotte de trein maar zelf begonnen te verven. Dat was uiteraard iets wat de NS later niet in dank afnam.
Omdat er voldoende markt voor de verhuur van het rijtuig bestond werd in 1985 besloten tot een levensduurverlengende opknapbeurt. Hierbij werden de keuken en het toilet vergroot.
De Kameel bleef tot in de jaren negentig een geliefde verschijning op het spoorwegnet. Begin 1991 werd het rijtuig buiten dienst gesteld, nadat het motorrijtuig onderdelen had afgestaan om de oude DE2-treinstellen op de baan te kunnen houden.

## Herstel
In 2004 is de Kameel in de hoofdwerkplaatsen in Tilburg en Haarlem hersteld en heeft hij de oorspronkelijke kleurencombinatie van voor 1973 teruggekregen. Het was de bedoeling dat hij vanaf 2006 weer rijvaardig zou zijn, maar pas in februari 2008 werden de eerste proefritten op eigen kracht gereden. De NS gebruikt het motorrijtuig sindsdien weer als directierijtuig. Tussendoor staat de Kameel vaak in Het Spoorwegmuseum. Op 4 juni 2019 is de trein overgedragen aan het Spoorwegmuseum omdat hij de 'pensioengerechtigde' leeftijd van 65 jaar gehaald heeft.